# П'єр Гарсо
П'єр Гарсо (фр. Pierre Garsau, 7 листопада 1961 — 9 травня 1997) — французький ватерполіст.
Учасник Олімпійських Ігор 1988, 1992 років.